# Sopronkőhida
Sopronkőhida est un village faisant partie administrativement de la ville de Sopron, dans le comitat de Győr-Moson-Sopron en Hongrie.

## Géographie
Sopronkőhida est situé à 5 km au nord-est du centre de Sopron et à 5 km de la frontière autrichienne.